# Michel Bouquet
Michel Bouquet (París, 6 de noviembre de 1925-ibídem, 13 de abril de 2022) fue un actor de teatro y cine francés. Apareció en más de 100 películas desde 1947.

## Biografía
Hijo de un oficial y nieto de un zapatero, muy joven, a la edad de siete años, Michel Bouquet fue enviado al internado con sus tres hermanos. Experiencia difícil, que marcará a este niño reservado que tiene que enfrentar la crueldad de sus camaradas. Después de sus estudios, siguió los pequeños oficios: aprendiz de panadero, mecánico dental, manejador, empleado bancario, entre otras, para ayudar a su madre sola a criar a sus hijos, siendo su padre un prisionero de guerra.
Empezó en el teatro en 1944 en el "primer paso# , y luego obtiene su primer papel principal en Romeo y Jeannette de Jean Anouilh .En 1977 , fue nombrado profesor en el Conservatorio Nacional Superior de Arte Dramático. Bouquet ha marcado el teatro, al participar en distintas creaciones de distintos géneros, la introducción en Francia de varias obras, a menudo, retomando algunos papeles importantes.
Hizo su primera aparición en el cine en Monsieur Vincent de Maurice Cloche en 1947 , junto a Pierre Fresnay y Jean Carmet.

## Vida privada
Estuvo casado con Ariane Borg (1915-2007), una actriz francesa. Se separaron en 1967 y luego se divorciaron. Se volvió casar en 1970 con Juliette Carré, quien fue su compañera de escena varias veces.

## Obras

### 1944-1949
- Tartuffe ou l'Imposteur de Molière, Damis
- Danton de Romain Rolland, Robespierre
- Le Treizième Arbre deAndré Gide
- 1944: Première Étape de Paul Géraldy de Jean-Jacques Daubin
- 1944: Le Voyage de Thésée de Georges Neveux
- 1945: Caligula de Albert Camus
- 1946: Roméo et Jeannette de Jean Anouilh Lucien
- 1946: Le Rendez-vous de Senlis de Jean Anouilh, Robert
- 1947: L'Invitation au château de Jean Anouilh, Horace-Frédéric
- 1947: La Terrasse de midi de Maurice Clavel, Jean
- 1948: Le Revizor de Nicolas Gogol
- 1949: Les Justes de Albert Camus, Stepan Fedorov

### 1950-1959
- 1950: Henri IV de William Shakespeare: Principe Henri de Galles
- 1951: Cucendron ou la pure Agathe de Robert Favart: Bob
- 1952: Le Profanateur de Thierry Maulnier: Alde Pozzi
- 1953: La Mort de Danton de Georg Büchner: Saint-Just
- 1953: La tragedia del rey Richard II de William Shakespeare
- 1953: Le Médecin malgré lui de Molière, mise en scène Jean-Pierre Darras, Festival d'Avignon: Léandre
- 1953: Dom Juan ou le Festin de pierre de Molière, mise en scène Jean Vilar, Festival de Aviñón: Pierrot
- 1953: L'Alouette de Jean Anouilh, mise en scène de l'auteur et Roland Piétri, Théâtre Montparnasse: Charles VII
- 1956: Chatterton, de Alfred de Vigny
- 1956: Pauvre Bitos ou le Dîner de têtes de Jean Anouilh: Robespierre
- 1958: La Maison des cœurs brisés de George Bernard Shaw
- 1959: Les Possédés de Albert Camus
- 1959: La Double Vie de Théophraste Longuet de Jean Rougeul

### 1960-1969
- 1960: Carlotta de Miguel Mihura
- 1960: La Double Vie de Théophraste Longuet de Jean Rougeul
- 1961: Rhinocéros de Eugène Ionesco
- 1961: La Paix de Aristophane
- 1962: L'Avare de Molière, Maître Jacques
- 1963: Meurtre dans la cathédrale de T. S. Eliot
- 1964: Les Jouets de Georges Michel
- 1964: L'Alouette de Jean Anouilh
- 1964: Yerma de Federico García Lorca
- 1965: La Collection y L’Amant de Harold Pinter
- 1965: L'Accusateur public de Fritz Hochwälder
- 1965: La Collection de Harold Pinter
- 1966: La Tempête de William Shakespeare, Genève
- 1967: L'Anniversaire de Harold Pinter
- 1967: Pauvre Bitos ou le Dîner de têtes de Jean Anouilh
- 1967: Témoignage irrecevable de John Osborne
- 1967: L'Alouette de Jean Anouilh
- 1968: Le Boulanger, la Boulangère et le Petit Mitron de Jean Anouilh

### 1970-1979
- 1970: Alice dans les jardins du Luxembourg
- 1975: Monsieur Klebs et Rosalie de René de Obaldia
- 1976: Gilles de Rais de Roger Planchon
- 1978: Almira de Pierre-Jean de San Bartholomé
- 1978: La Nuit des Trivades de P. Denquints
- 1978-1979: En attendant Godot de Samuel Beckett, Pozzo
- 1978: Le Neveu de Rameau de Diderot
- 1979: No Man's Land de Harold Pinter

### 1980-1989
- 1980: Macbeth de William Shakespeare
- 1983: Le Neveu de Rameau de Diderot
- 1984: La Danse de mort de August Strindberg, dirigido por Claude Chabrol
- 1986: Hot House de Harold Pinter
- 1987: Le Malade imaginaire de Molière
- 1987: L'Avare de Molière: Harpagon

### 1990-1999
- 1990: Le Maître de go de Yasunari Kawabata
- 1994: Le roi se meurt d'Eugène Ionesco
- 1995: Fin de partie de Samuel Beckett
- 1998: Avant la Retraite de Thomas Bernhard
- 1997-1998: Les Côtelettes de Bertrand Blier el viejo
- 1999-2000: À torts et à raisons de Ronald Harwood

### 2000-2009
- 2002: Minetti de Thomas Bernhard
- 2004: Le roi se meurt de Eugène Ionesco
- 2007: L'avare de Molière, Harpagon
- 2008: Le Malade imaginaire de Molière, Argan

### década de 2010
- 2010: Le roi se meurt de Eugène Ionesco
- 2015: À torts et à raisons de Ronald Harwood, Wilhelm Furtwängler
- 2017: Le Tartuffe de Molière